# Jeanne de Laval
Jeanne de Laval (10. listopadu 1433, Auray – 19. prosince 1498, Maine-et-Loire) byla druhá manželka Reného I. z Anjou, krále Neapole, Sicílie, titulárního krále Jeruzaléma, Aragonu a Mallorky; vévody z Anjou, Baru a Lotrinska; a hraběte z Provence a Piemontu.

## Původ a rodina

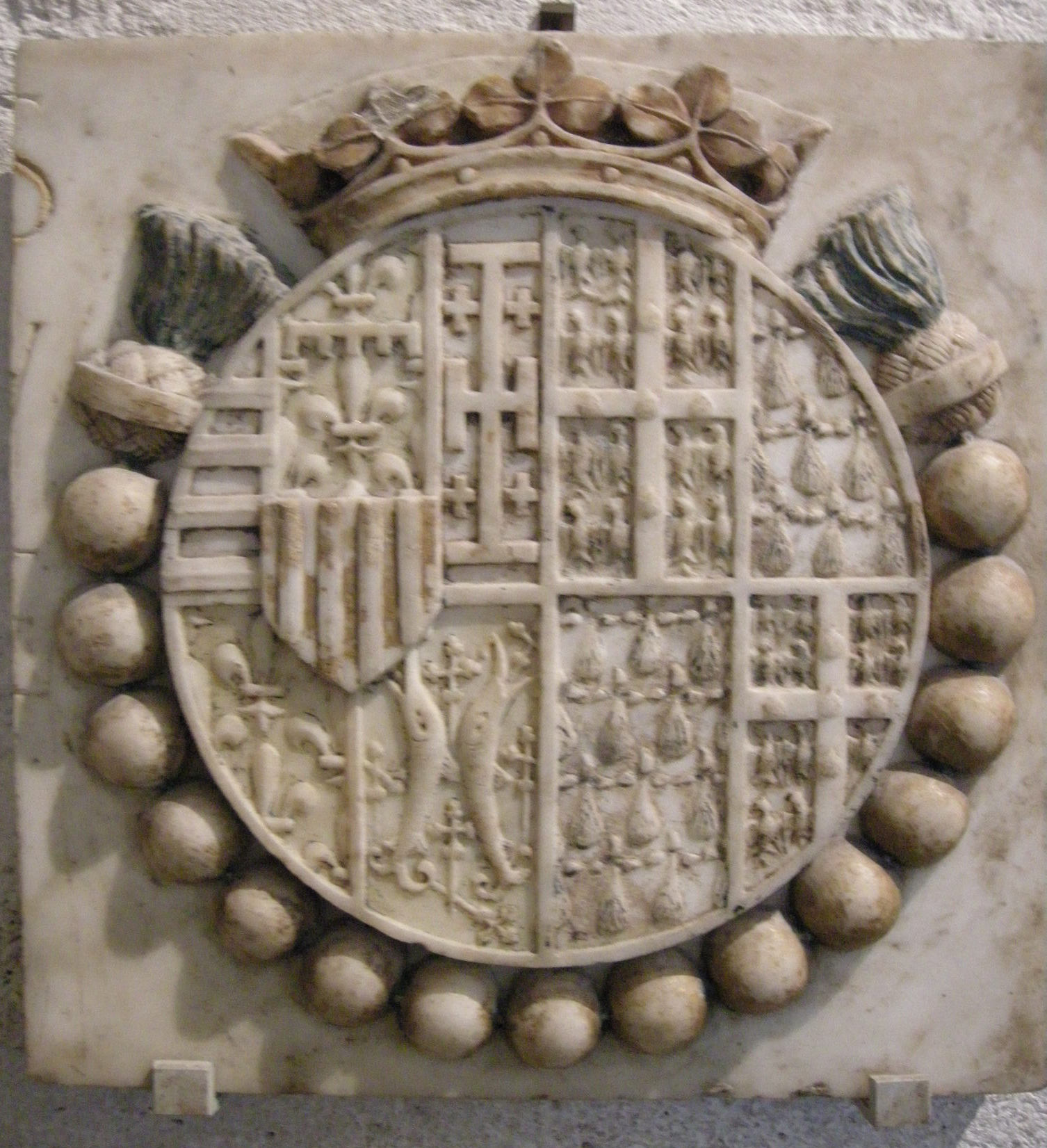
Sdružený erb Jeanne a jejího manžela Reného z Neapole. Mramor se stopami polychromie, ze základny oltářního obrazu Nesení kříže v Saint-Didier v Avignonu.

Jeanne se narodila 10. listopadu 1433 v Auray v Bretani jako dcera Guy XIV. de Laval a jeho manželky Isabely Bretaňské. Jejími prarodiči z otcovy strany byli Jean de Montfort (který v souladu s ustanoveními ve své manželské smlouvě přijal jméno a erb rodiny Lavalů a přijal jméno Guy XIII. de Laval) a Anne de Laval (dcera a dědička Guye XII. de Laval). Ze strany matky jimi byli Jan V. Bretaňský a Johana Francouzská (dcera francouzského krále Karla VI. a Isabely Bavorské).
Její otec bojoval s Janou z Arku. Jeho nejstarší syn František, velmistr Francie, se stal po něm hrabětem z Laval jako Guy XV. S manželkou Isabelou měl další dva syny, Petra a Jana. Včetně Jeanne měl dohromady sedm dcer, dvě z nich zemřely v dětství. S druhou manželkou Françoise de Dinan měl tři syny.

## Manželství

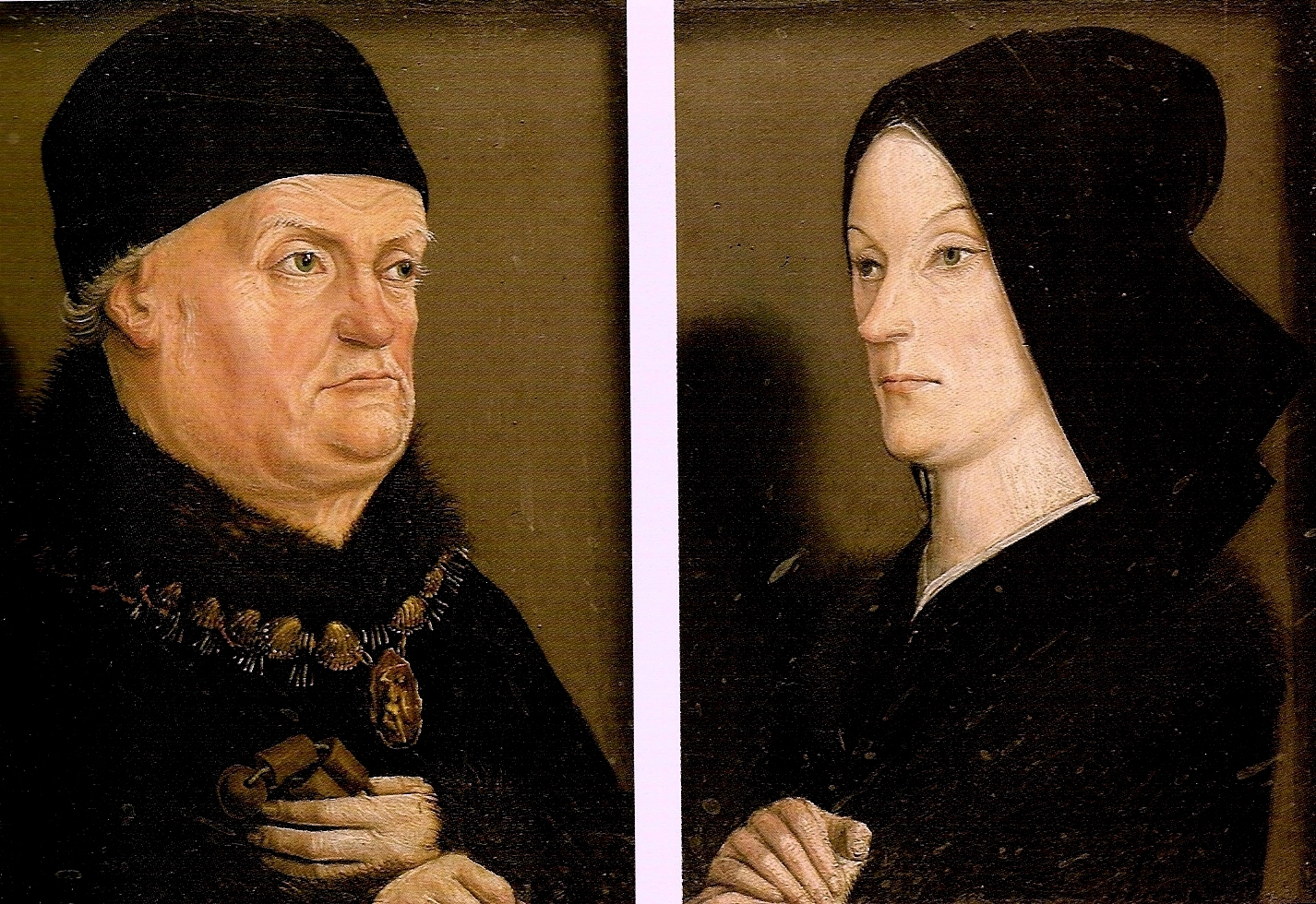
Portrét Reného z Anjou a Jeanne de Laval od Nicolase Fromenta.

Manželská smlouva mezi Jeanne a králem Reném I. z Neapole a Sicílie byla podepsána 3. září 1454. Svatba se uskutečnila o týden později v klášteře sv. Mikuláše v Angers. Jednadvacetiletá Jeane se provdala za o dvacet čtyři let staršího krále rok po smrti jeho první manželky Izabely Lotrinské. Manželství bylo i přes věkový rozdíl šťastné. Jeanne, která byla sladká a přítulná, její manžel zřejmě velmi miloval. Jeanne se sňatkem stala nevlastní matkou Reného dětí, mezi nimi Jana II. Lotrinského, Markéty z Anjou a Jolandy Lotrinské. Všichni tři byli starší, než Jeanne. Ona sama zůstala bezdětná.
Po třech letech strávených v panstvích v okolí Angers a Saumur, žili manželé v letech 1457 až 1462 v Provence a v letech 1462 až 1469 v Anjou. V Aix-en-Provence se s manželem účastnila literární a učené zábavy u dvora.
René složil na Jeanne ódu o 10 000 verších s názvem "Idyla Regnaulta a Jeanneton". Báseň byla debatou o lásce mezi pastýřem a pastýřkou s poutníkem jako arbitrem. Během pobytu v Tarasconu v Provence René Jeanne udělil baronství Les Baux, které patřilo hrabatům z Provence. 18. února 1475 ho vyměnila za Berre. V letech 1469 až 1480 Jeanne nadále žila v Provence.

## Pozdější život

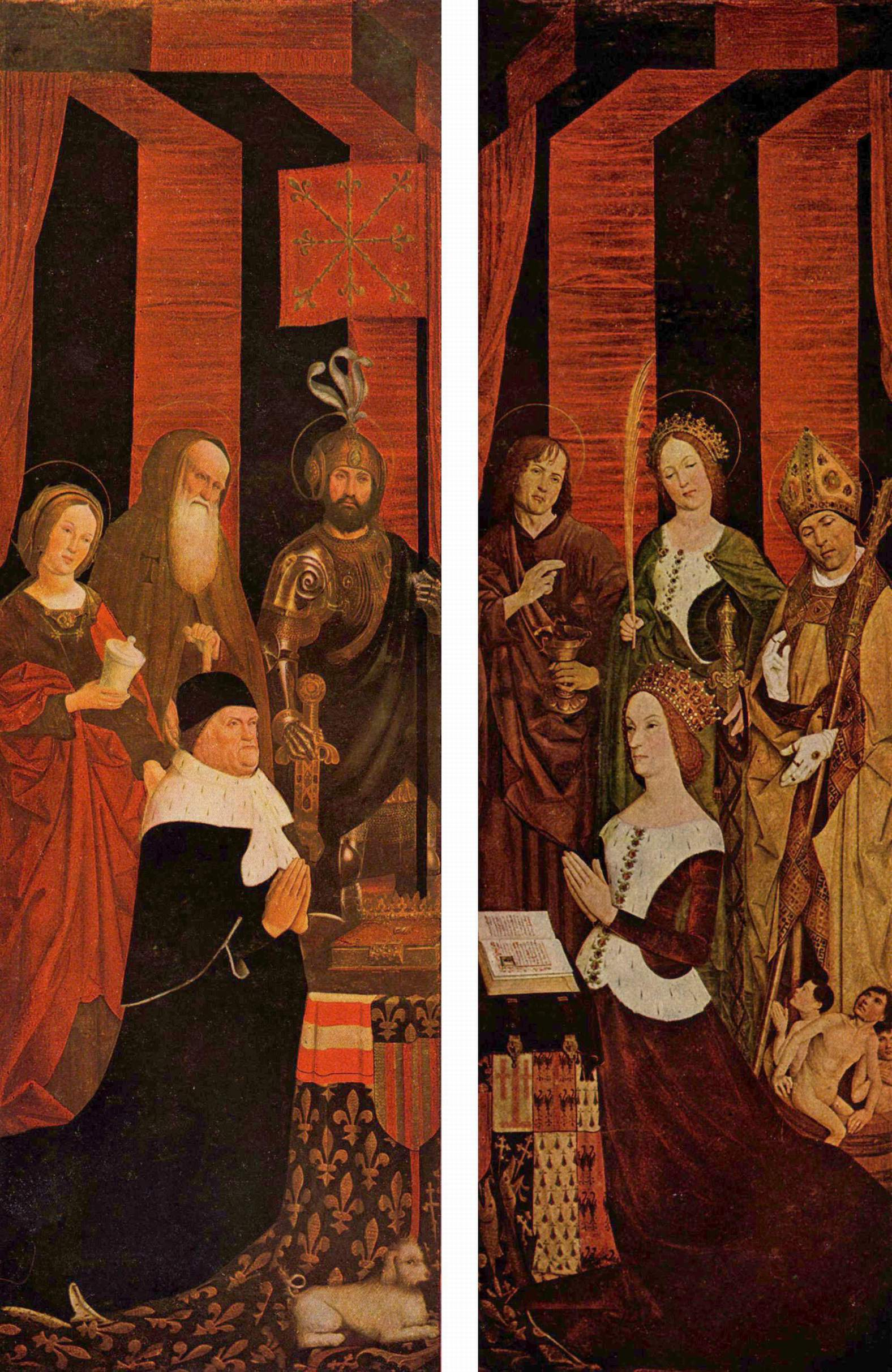
Detail z triptychu Hořící keř, který ukazuje Jeanne de Laval a Reného I. z Anjou.

René zemřel 10. července 1480. Ve své závěti odkázal své ženě velký příjem v Anjou, Provence a Barrois. Ponechala si také hrabství Beaufort a panství Mirebeau. Po manželově smrti někdy žila v Beaufortu a občas v Saumuru. Byla oblíbená pro svou laskavost a štědrost. Lidé z Beaufortu jí byli vděční, když regulovala využívání společných pastvin. Jeanne zemřela 19. prosince 1498 ve věku 65 let na zámku Beaufort-en-Vallée. Podle své poslední vůle chtěla být pohřbena jednoduše, bez pomníku, v katedrále v Angers. Její srdce bylo uloženo v Cordeliers d'Angers vedle srdce jejího manžela.

## Vývod z předků
|                 |                           |  |                 |                             |  |  |  |  |  |  |  | Raoul VIII. de Montfort |
|                 |                           |  |                 |                             |  |  |  |  |  |  |  |                         |
|                 | Raoul IX. de Montfort     |  |                 |                             |  |  |  |  |  |  |  |                         |
|                 |                           |  |                 |                             |  |  |  |  |  |  |  |                         |
|                 |                           |  |                 | Isabeau de la Roche-Bernard |  |  |  |  |  |  |  |                         |
|                 |                           |  |                 |                             |  |  |  |  |  |  |  |                         |
|                 | Guy XIII. de Laval        |  |                 |                             |  |  |  |  |  |  |  |                         |
|                 |                           |  |                 |                             |  |  |  |  |  |  |  |                         |
|                 |                           |  |                 | Jean de Kergorlay           |  |  |  |  |  |  |  |                         |
|                 |                           |  |                 |                             |  |  |  |  |  |  |  |                         |
|                 | Jeanne de Kergorlay       |  |                 |                             |  |  |  |  |  |  |  |                         |
|                 |                           |  |                 |                             |  |  |  |  |  |  |  |                         |
|                 |                           |  |                 | Marie de Léon               |  |  |  |  |  |  |  |                         |
|                 |                           |  |                 |                             |  |  |  |  |  |  |  |                         |
|                 | Guy XIV. de Laval         |  |                 |                             |  |  |  |  |  |  |  |                         |
|                 |                           |  |                 |                             |  |  |  |  |  |  |  |                         |
|                 |                           |  |                 | Guy X. de Laval             |  |  |  |  |  |  |  |                         |
|                 |                           |  |                 |                             |  |  |  |  |  |  |  |                         |
|                 | Guy XII. de Laval         |  |                 |                             |  |  |  |  |  |  |  |                         |
|                 |                           |  |                 |                             |  |  |  |  |  |  |  |                         |
|                 |                           |  |                 | Beatrix Bretaňská           |  |  |  |  |  |  |  |                         |
|                 |                           |  |                 |                             |  |  |  |  |  |  |  |                         |
|                 | Anne de Laval             |  |                 |                             |  |  |  |  |  |  |  |                         |
|                 |                           |  |                 |                             |  |  |  |  |  |  |  |                         |
|                 |                           |  |                 | Jean de Laval-Châtillon     |  |  |  |  |  |  |  |                         |
|                 |                           |  |                 |                             |  |  |  |  |  |  |  |                         |
|                 | Jeanne de Laval-Tinténiac |  |                 |                             |  |  |  |  |  |  |  |                         |
|                 |                           |  |                 |                             |  |  |  |  |  |  |  |                         |
|                 |                           |  |                 | Isabeau de Tinténiac        |  |  |  |  |  |  |  |                         |
|                 |                           |  |                 |                             |  |  |  |  |  |  |  |                         |
| Jeanne de Laval |                           |  |                 |                             |  |  |  |  |  |  |  |                         |
|                 |                           |  |                 |                             |  |  |  |  |  |  |  |                         |
|                 |                           |  | Jan z Montfortu |                             |  |  |  |  |  |  |  |                         |
|                 |                           |  |                 |                             |  |  |  |  |  |  |  |                         |
|                 | Jan IV. Bretaňský         |  |                 |                             |  |  |  |  |  |  |  |                         |
|                 |                           |  |                 |                             |  |  |  |  |  |  |  |                         |
|                 |                           |  |                 | Johana Flanderská           |  |  |  |  |  |  |  |                         |
|                 |                           |  |                 |                             |  |  |  |  |  |  |  |                         |
|                 | Jan V. Bretaňský          |  |                 |                             |  |  |  |  |  |  |  |                         |
|                 |                           |  |                 |                             |  |  |  |  |  |  |  |                         |
|                 |                           |  |                 | Karel II. Navarrský         |  |  |  |  |  |  |  |                         |
|                 |                           |  |                 |                             |  |  |  |  |  |  |  |                         |
|                 | Jana Navarrská            |  |                 |                             |  |  |  |  |  |  |  |                         |
|                 |                           |  |                 |                             |  |  |  |  |  |  |  |                         |
|                 |                           |  |                 | Johana Francouzská          |  |  |  |  |  |  |  |                         |
|                 |                           |  |                 |                             |  |  |  |  |  |  |  |                         |
|                 | Isabela Bretaňská         |  |                 |                             |  |  |  |  |  |  |  |                         |
|                 |                           |  |                 |                             |  |  |  |  |  |  |  |                         |
|                 |                           |  |                 | Karel V. Francouzský        |  |  |  |  |  |  |  |                         |
|                 |                           |  |                 |                             |  |  |  |  |  |  |  |                         |
|                 | Karel VI. Francouzský     |  |                 |                             |  |  |  |  |  |  |  |                         |
|                 |                           |  |                 |                             |  |  |  |  |  |  |  |                         |
|                 |                           |  |                 | Johana Bourbonská           |  |  |  |  |  |  |  |                         |
|                 |                           |  |                 |                             |  |  |  |  |  |  |  |                         |
|                 | Johana Francouzská        |  |                 |                             |  |  |  |  |  |  |  |                         |
|                 |                           |  |                 |                             |  |  |  |  |  |  |  |                         |
|                 |                           |  |                 | Štěpán III. Bavorský        |  |  |  |  |  |  |  |                         |
|                 |                           |  |                 |                             |  |  |  |  |  |  |  |                         |
|                 | Isabela Bavorská          |  |                 |                             |  |  |  |  |  |  |  |                         |
|                 |                           |  |                 |                             |  |  |  |  |  |  |  |                         |
|                 |                           |  |                 | Taddea Visconti             |  |  |  |  |  |  |  |                         |
|                 |                           |  |                 |                             |  |  |  |  |  |  |  |                         |